# Kimberley (Columbia Británica)
Kimberley es una ciudad canadiense situada en la provincia de Columbia Británica.

## Superficie
Kimberley tiene una superficie de 60,51 km².

## Demografía
En 2021, tenía 8115 habitantes, una densidad poblacional de 134,1 hab./km², y 4263 viviendas.